# Zagórze (sielsowiet Krasna)
Zagórze (biał. Загор’е, ros. Загорье) – wieś na Białorusi, w obwodzie grodzieńskim, w rejonie korelickim, w sielsowiecie Krasna.
W dwudziestoleciu międzywojennym leżało w Polsce, w województwie nowogródzkim, w powiecie nowogródzkim.